# 宗山史
宗山 史（むねやま ちか、1987年10月8日 - ）は、日本の女優、モデル、日本舞踊家である。茨城県水戸市出身。血液型A型。日本舞踊名若狭 彰珠（わかさ あきじゅ）。公益社団法人日本舞踊協会会員。旧芸名史（chika）。創作和装パフォーマンスグループ織彩色舞では紫黒色担当。

## 略歴
4歳から母親の影響で若狭流家元・若狭彰（現・若狭寿宝）の弟子になり日本舞踊を始める。母親とは兄弟弟子になる。上京を機に女優、モデル、コンテンポラリーダンスを始める。21歳で日本舞踊師範資格を取得する。芸能事務所プレゼンスに所属をきっかけに芸名を「史(chika)」から「宗山史」に改名するが、現在も「史(chika)」の芸名で活動することもある。現在は無所属。

## 人物
- 高校は家政科卒業。そのため被服製作を得意とする。
- 自称「中途半端なオタク」
- 木ノ下歌舞伎「義経千本桜」出演をきっかけに所作指導の活動もする。

## 出演

### 舞台
- 天皇ごっこ〜母と息子の囚人狂時代〜（劇団再生、2007年）
- ピトピトリ（ねねむ、2008年）
- ぽ（ねねむ、2010年）
- Tシャツ三国志（DHE／コーエーネット、2010年）
- 義経千本桜（木ノ下歌舞伎、2012年）
- 12人の怒れる人々（劇団空間エンジン、2015年）
- 現役女子中学生連続失踪事件（池亀さん他、2015年）
- いつくしみふかき（劇団チキンハート、2015年）
- プリズン（劇団しめじ、2017年）

### 映画
- お願い100回死んでくれ（夕張国際映画祭オフシアター、2012年）
- こどもつかい（松竹、2017年）

### MV
- 透明人間（ハグレヤギ）
- おっぱい（南波トモコ）
- Heartbeat（住岡梨奈）
- テヲフル（SAKANAMON）

### その他
- yuco.（webcm）
- かすう工房（モデル）
- DUFF（フリーペーパー）
- 美人時計
- LINE美人時計
- 色を楽しむニット小物（藤久株式会社）